# Ван Чжэнь (политик)
Ван Чжэнь (кит. упр. 王震, пиньинь Wáng Zhèn; 11 апреля 1908 — 12 марта 1993) — китайский коммунист, один из «восьми бессмертных КПК».
Член КПК с 1927 года. Отличался фанатизмом и искренней преданностью идеалам КПК даже на смертном одре.
Работал в номенклатуре, в том числе высшей, руководил действиями НОАК. Наибольшей властью обладал в 70-х и 80-х гг XX века.
Генерал (27.09.1955), звание присвоено с введением воинских званий в НОАК.

## Биография
Участник Великого похода китайских коммунистов.
В годы войны руководил 359-й бригадой, занимавшейся окультуриванием земель в Наньниване, в том числе выращиванием опийного мака.
В 1949—52 годах — секретарь, первый секретарь Синьцзянского парткома КПК.
В 1954—57 годах — командир и комиссар железнодорожного корпуса НОАК.
В 1956—64 годах — министр мелиорации КНР.
В 1975—83 годах — вице-премьер Госсовета КНР.
В 1985—87 годах — замглавы Центральной комиссии советников КПК.
В 1988—1993 годах — зампред КНР.
Решительно выступил за силовое подавление протестов в 1989 году.
Был женат, имел детей.
Умер в городе Гуанчжоу в возрасте 84 лет.
Был одним из двух человек во всем Китае, которые имели право носить личное оружие на аудиенции у Мао Цзэдуна. Пользовался этим правом редко.
Последними словами перед смертью выразил желание встретиться на том свете с Карлом Марксом и доложить об итогах встречи покойным «старшим товарищам» по партии.

### Критика
В 1989 году бывший китайский полковник Чжан Чжэньлун опубликовал свои мемуары под названием «Белый снег, красная кровь». В них, в частности, содержались обвинения Ван Чжэня в культивации и продаже опиума. Ван Чжэнь яростно протестовал и поспособствовал гонениям на книгу и её автора.